# Teresa De Sio
 (novembre 2017).
Si vous disposez d'ouvrages ou d'articles de référence ou si vous connaissez des sites web de qualité traitant du thème abordé ici, merci de compléter l'article en donnant les références utiles à sa vérifiabilité et en les liant à la section « Notes et références ».
Teresa De Sio, née le 3 novembre 1952 à Naples, est une chanteuse italienne. C'est la sœur de l'actrice Giuliana De Sio.

## Discographie

### Albums
- 1978 - Villanelle Popolaresche del '500 (Philips 6323 069)
- 1980 - Sulla terra sulla luna (Philips 6492 106)
- 1982 - Teresa De Sio (Philips 6492 127)
- 1983 - Tre (Philips 812 785-1)
- 1985 - Africana (Philips 824 810-1)
- 1986 - Toledo e regina (Fonit Cetra 830 542-1)
- 1988 - Sindarella suite (Philips 834 301-1)
- 1991 - Ombre rosse (Philips 510 292-1)
- 1993 - La mappa del nuovo mondo (Cgd 4509-93545-2)
- 1995 - Un libero cercare (Cgd 630 11376-2)
- 2004 - A Sud! A Sud!
- 2007 - Sacco e fuoco
- 2008 - Sacco e fuoco - Edizione De Luxe (doppio CD)
- 2011 - Tutto cambia
- 2017 - Teresa De Sio canta Pino  (Universal Music	5735748)